# Mirmiz
Mirmiz – baranina podsmażana z fasolą, pomidorami i ziemniakami. Danie kuchni tunezyjskiej.